# Eucalymnatus hirsutus
Eucalymnatus hirsutus är en insektsart som beskrevs av Hempel 1937. Eucalymnatus hirsutus ingår i släktet Eucalymnatus och familjen skålsköldlöss. Inga underarter finns listade i Catalogue of Life.